# 인적 자원 관리 시스템
인적 자원 관리 시스템(human resources information systems)은 어떤 조직에서 구성원을 모집하거나, 그들의 능력을 평가하고 증진시키는 등의 인적 자원 관리를 돕는다.
장기적인 조직의 경영 목표를 달성하는 데 필요한 인력들에 대한 요구사항(기술, 학력, 인원 수, 비용)을 파악하는 기능과, 채용, 배치, 급여 등의 정보를 분석하는 기능을 제공한다.